# Municipio de Gramada
El municipio de Gramada (búlgaro: Община Грамада) es un municipio búlgaro perteneciente a la provincia de Vidin.
En 2011 tiene 2007 habitantes, el 98% búlgaros y el 1% gitanos. Dos tercios de la población viven en la capital municipal Gramada.
Se ubica en el centro de la provincia.

## Localidades
| Localidad     | Cirílico     | Población (diciembre de 2009) |
| ------------- | ------------ | ----------------------------- |
| Gramada       | Грамада      | 1647                          |
| Boyanovo      | Бояново      | 17                            |
| Brankovtsi    | Бранковци    | 140                           |
| Medeshevtsi   | Медешевци    | 94                            |
| Milchina Laka | Милчина лъка | 72                            |
| Sratsimirovo  | Срацимирово  | 66                            |
| Toshevtsi     | Тошевци      | 241                           |
| Vodna         | Водна        | 107                           |
| Total         |              | 2384                          |